# Festival d'Angoulême 2022
Le 49e festival international de la bande dessinée d'Angoulême était prévu du 27 au 30 janvier 2022, avant d'être reporté en raison des restrictions destinées à freiner la progression de la pandémie de Covid-19. Il a lieu du 17 au 20 mars de la même année.
Vainqueur du grand prix en 2021, l'auteur américain Chris Ware a dessiné l'une des trois affiches de cette édition.

## Affiches
Comme depuis 2018, trois affiches ont été créées pour cette édition par trois dessinateurs de nationalités différentes. Outre celle du grand prix américain Chris Ware, les deux autres affiches sont signées par la mangaka japonaise Jun Mayuzuki et l'autrice française Fanny Michaëlis.

## Palmarès

### Grand prix de la ville d'Angoulême
Le premier tour de la désignation du Grand Prix 2022 s’est déroulé du 21 février au 27 février.
Pour la première fois depuis la mise en place du vote en ligne des pairs, trois autrices sont arrivées en tête des suffrages exprimés :
- Pénélope Bagieu
- Julie Doucet
- Catherine Meurisse

Au second tour, le 16 mars 2022, Julie Doucet remporte le Grand prix.

### Prix René-Goscinny
- Jean-David Morvan et Madeleine Riffaud pour Madeleine, résistante[5].
- Le prix Goscinny «jeune scénariste» a été remis à Raphaël Meltz et Louise Moaty pour Des vivants[6].

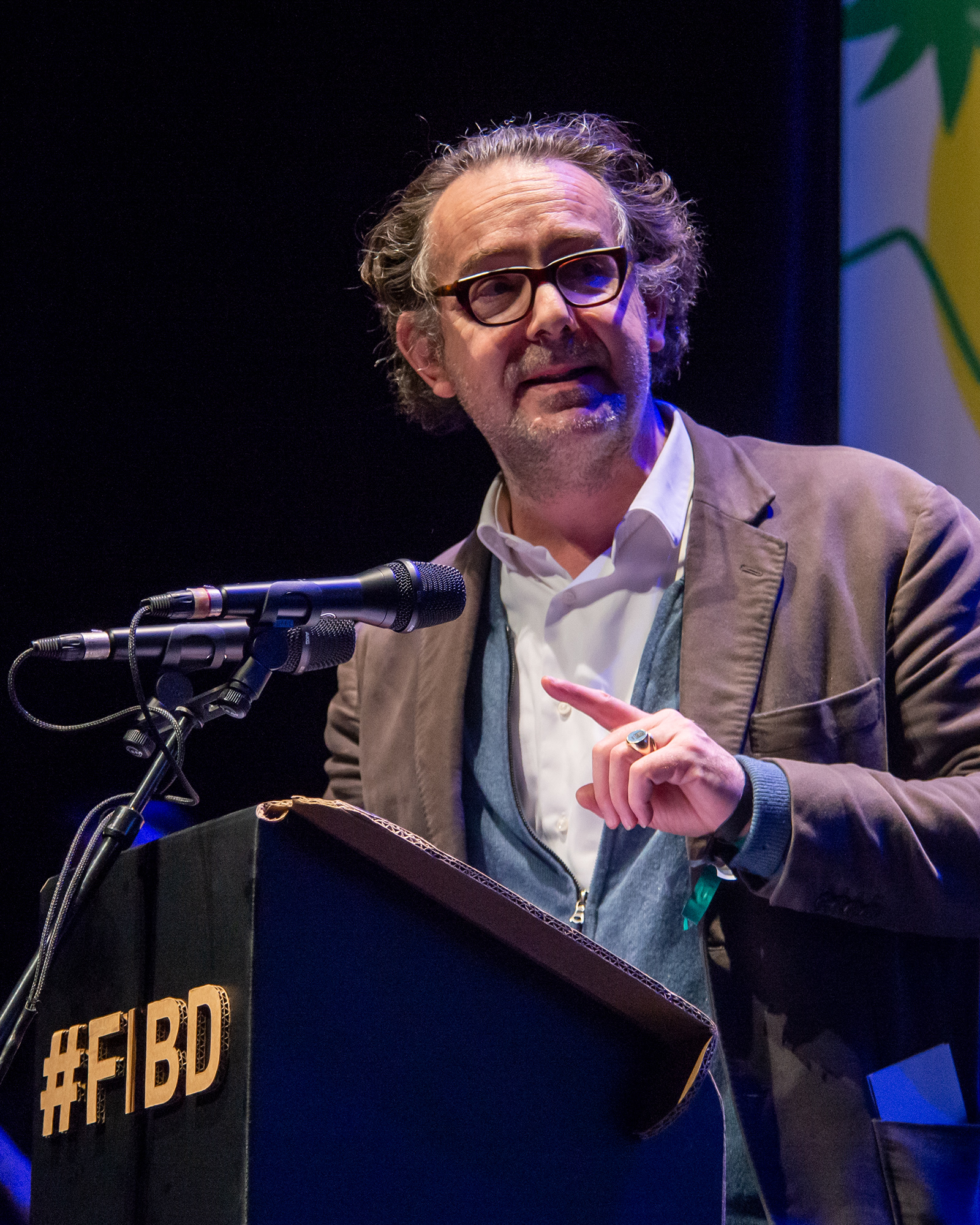
Aymar du Chatenet
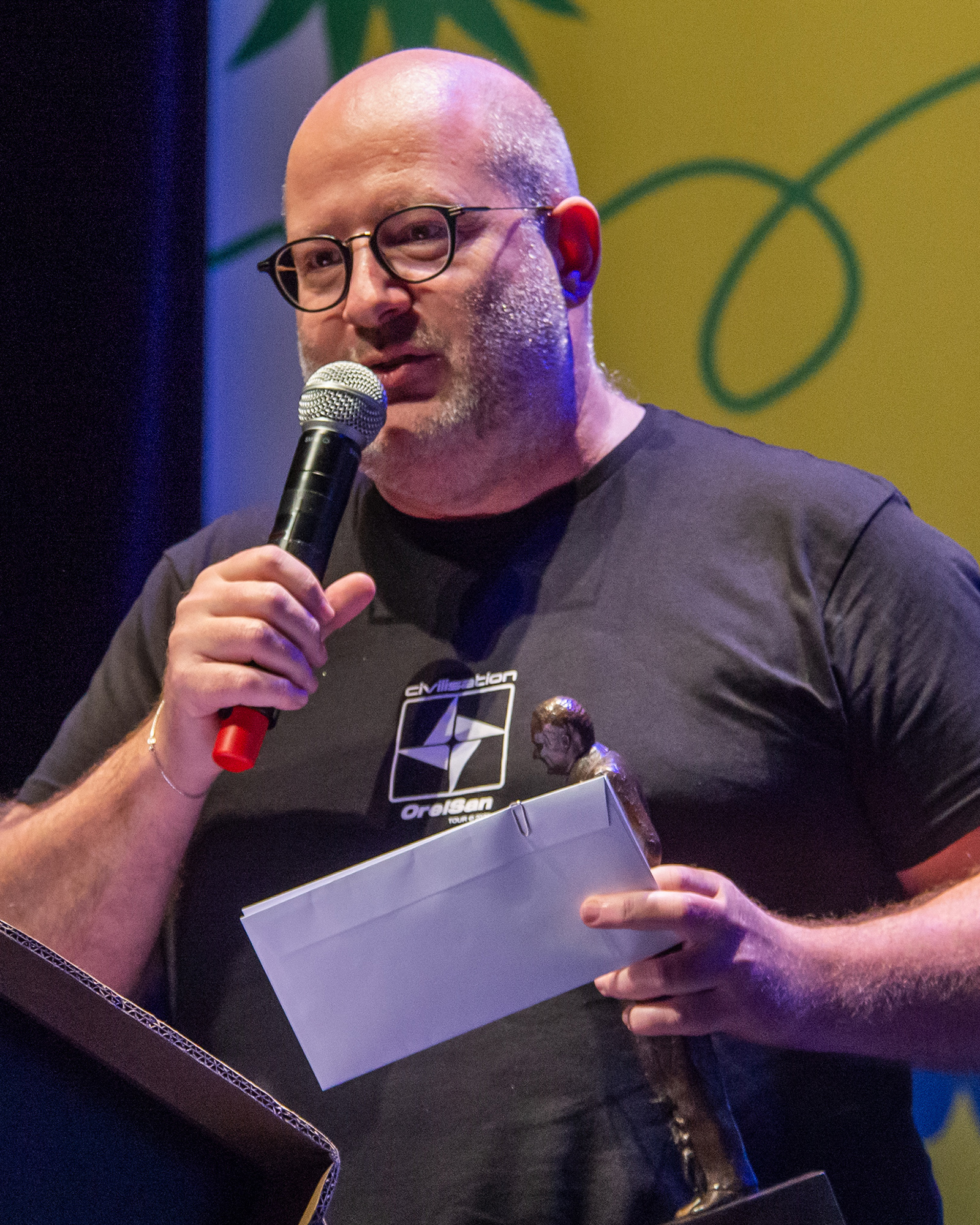
Jean-David Morvan
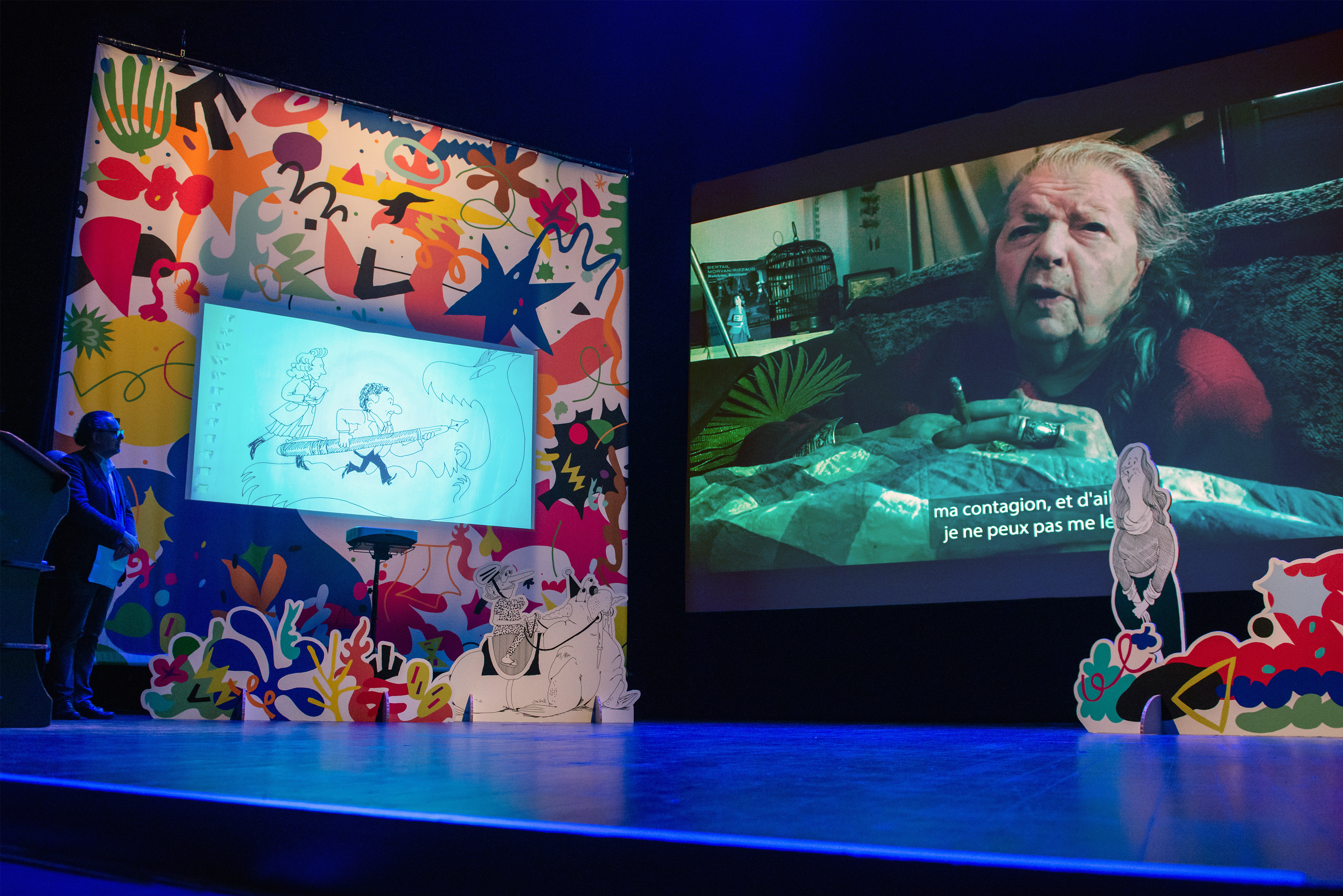
Madeleine Riffaud
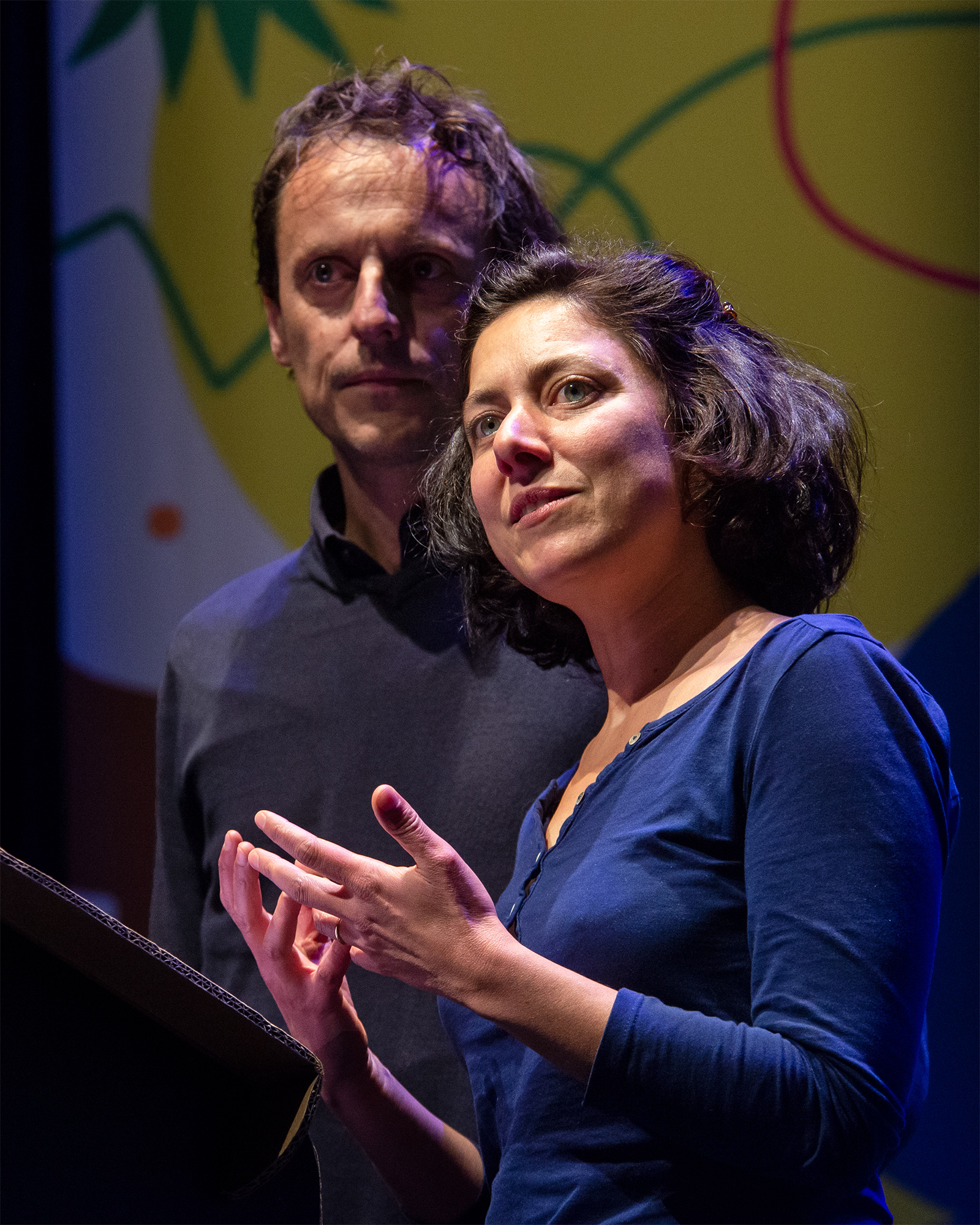
Raphaël Meltz et Louise Moaty

### Prix officiels

#### Palmarès officiel (Fauves d'Angoulême)
Liste des prix décernés :
- Fauve d'or : Écoute, jolie Márcia, de Marcello Quintanilha, traduit du portugais par Dominique Nedellec, (Éditions çà et là)
- Prix du public France Télévisions : Le Grand Vide de Léa Murawiec (Éditions 2024)
- Prix de la série : Spirou ou l'espoir malgré tout, troisième partie de Émile Bravo (Dupuis)
- Prix révélation : La vie souterraine de Camille Lavaud Benito (Les Requins Marteaux)
- Prix du patrimoine : Stuck Rubber Baby d'Howard Cruse (Casterman)
- Fauve Polar SNCF : L'Entaille de Antoine Maillard (Cornélius)
- Prix de l'audace : Un visage familier de Michael DeForge (Atrabile)
- Prix spécial du jury : Des vivants de Raphaël Meltz, Louise Moaty et Simon Roussin (Éditions 2024)
- Prix BD de la Porte dorée : Les Saveurs du béton de Kei Lam (Steinkis)
- Prix de la bande dessinée alternative : Bento du collectif Radio as paper
- Prix Eco-Fauve Raja : Mégantic, un train dans la nuit d'Anne-Marie Saint-Cerny et Christian Quesnel, (Écosociété)
- Prix de la BD du Musée de l'histoire de l'immigration : Les Saveurs du béton de Kei Lam (Steinkis)
- Prix Jeunesse 8-12 ans : Bergères guerrières, Jonathan Garnier et Amélie Fléchais, (Glénat)
- Prix Jeunesse 12-16 ans : Snapdragon, Kat Leyh (Kinaye)
- Fauve de lycéens : Yojimbot de Sylvain Repos (Dargaud)

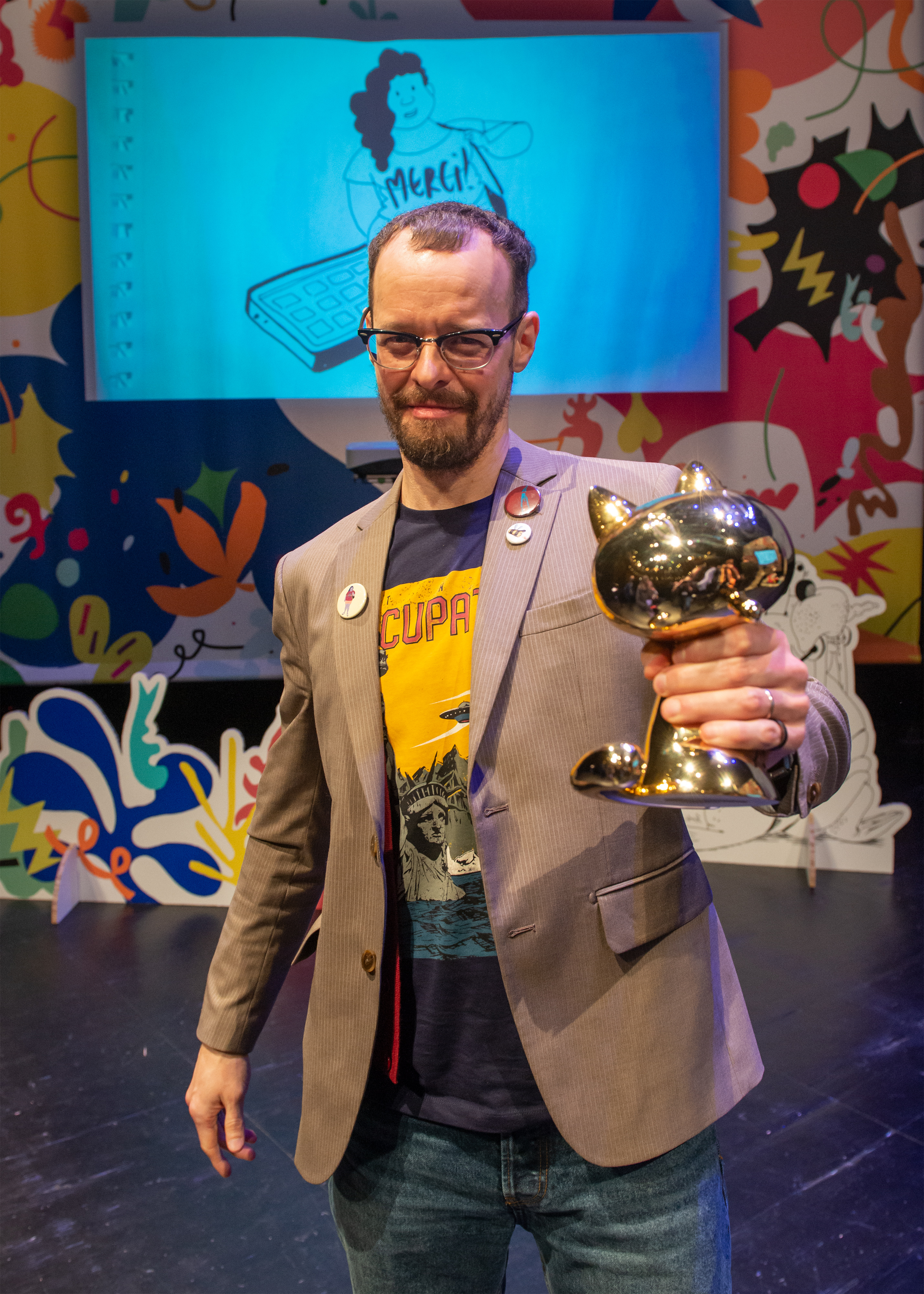
Marcello Quintanilha
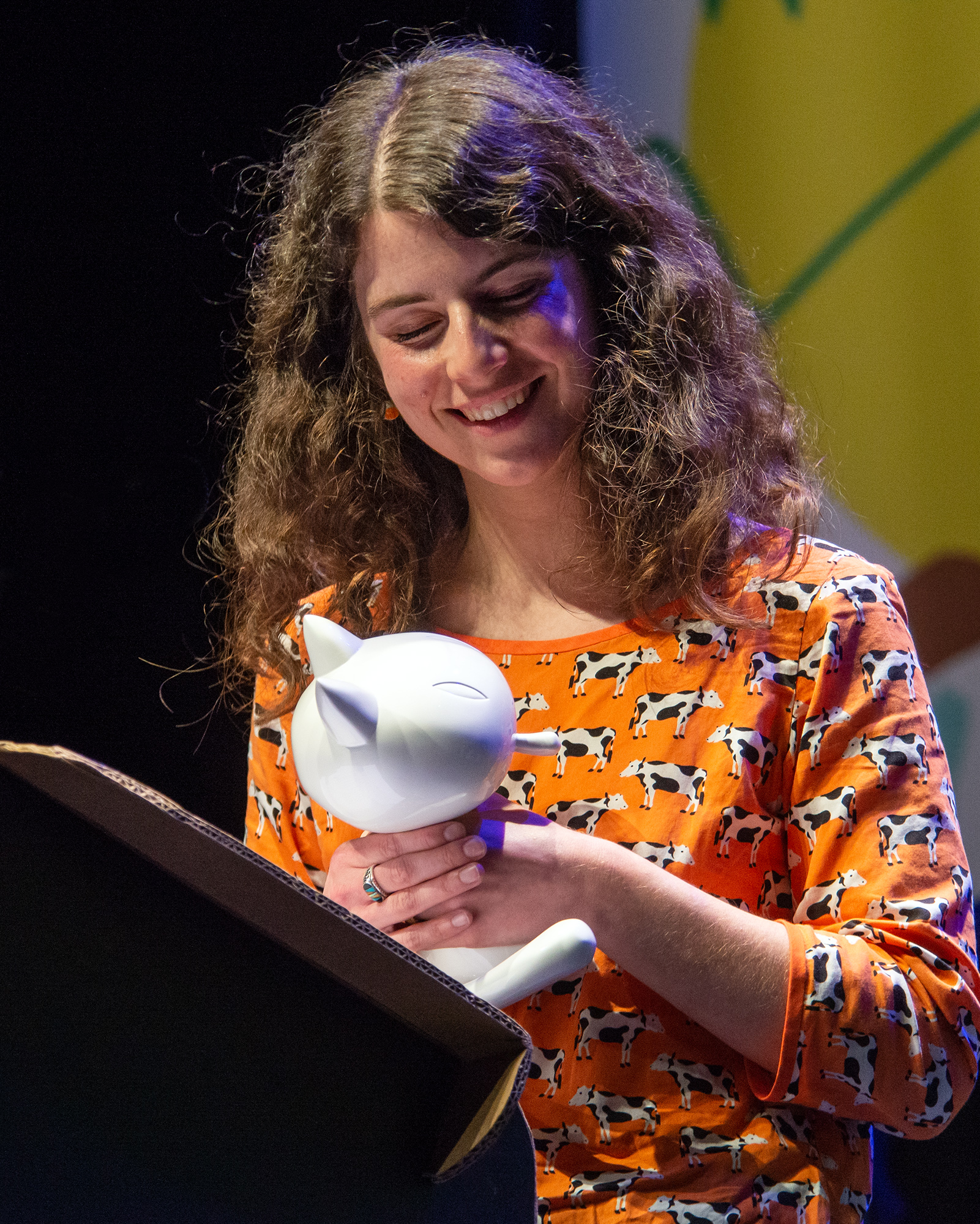
Léa Murawiec
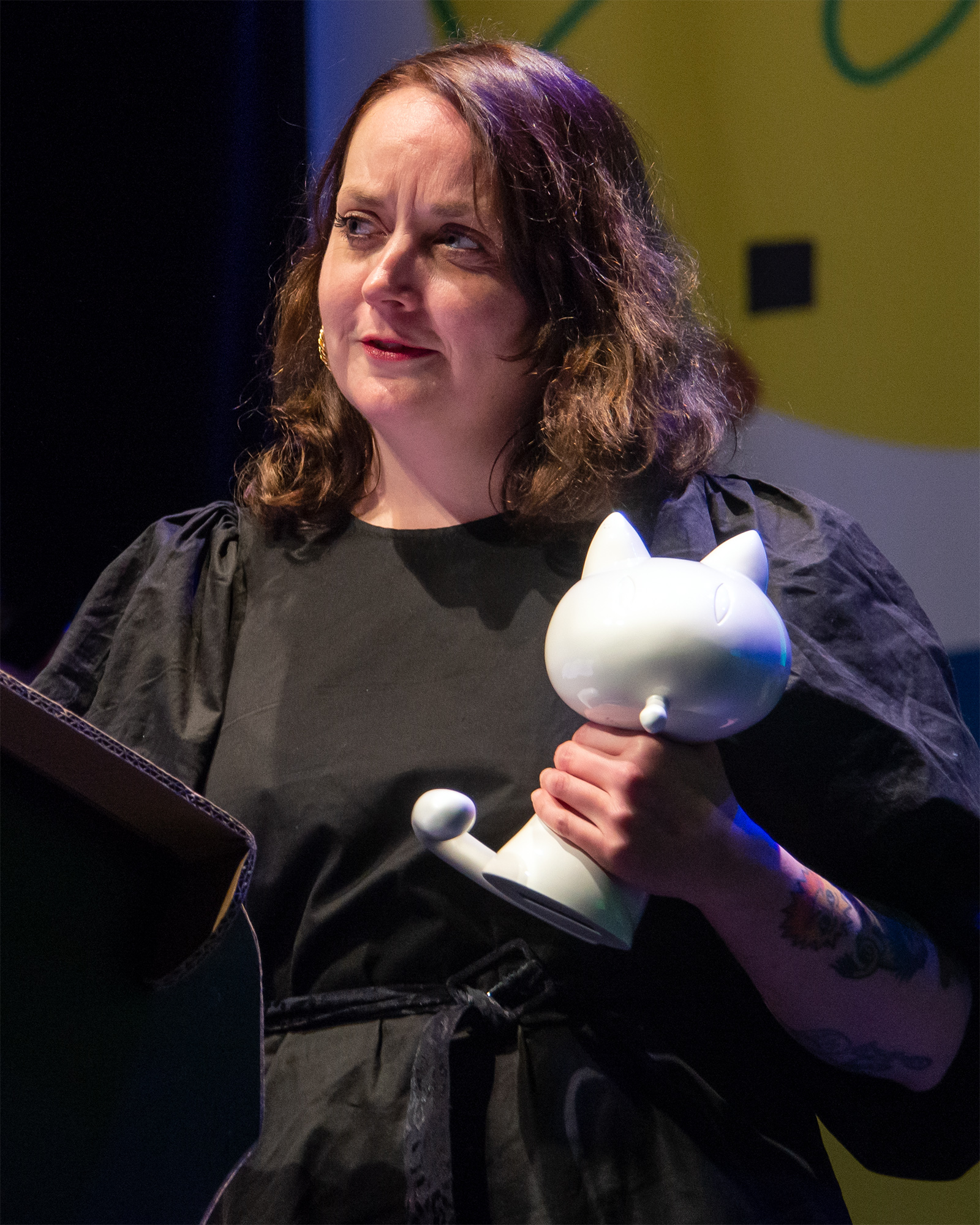
Camille Lavaud Benito
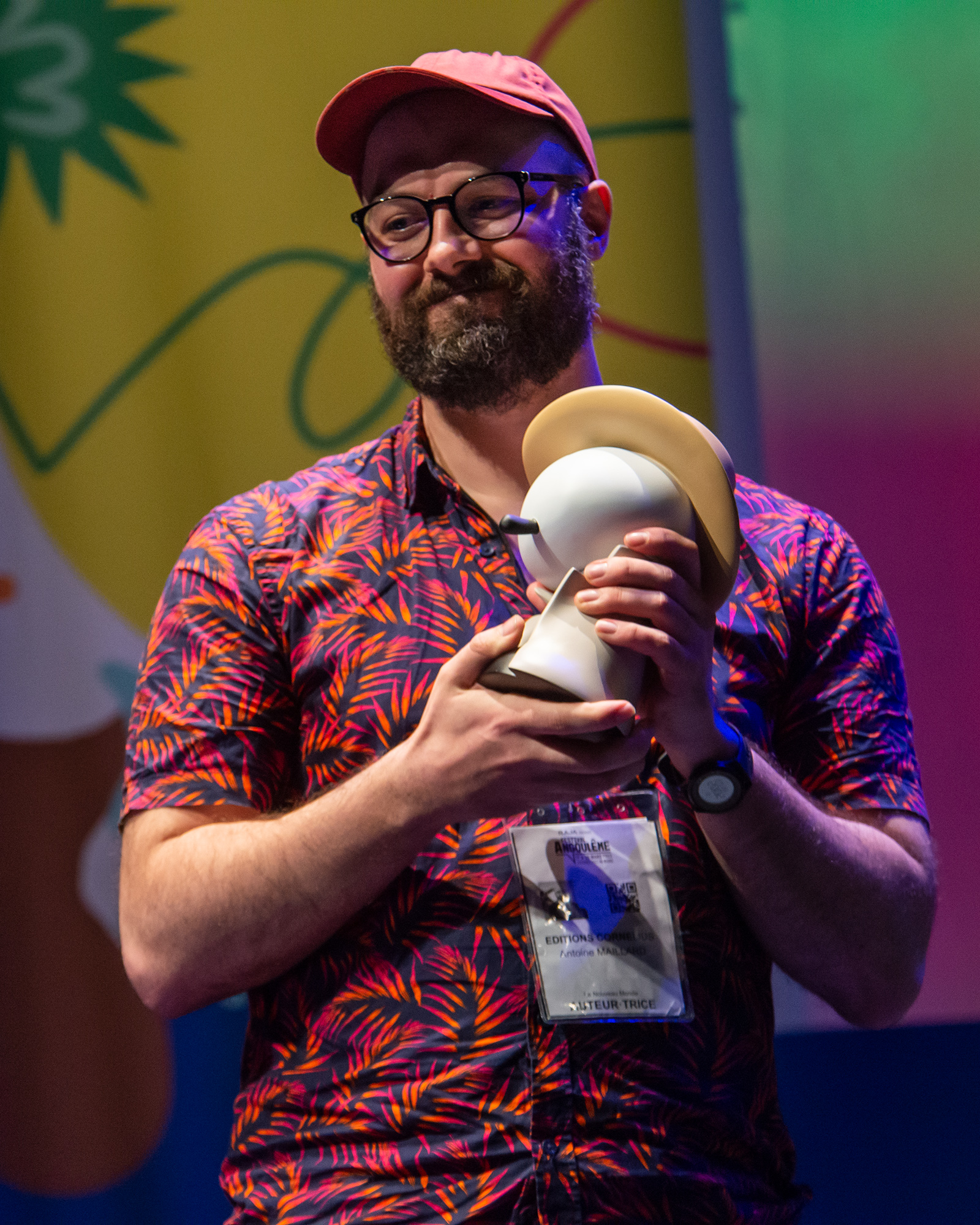
Antoine Maillard
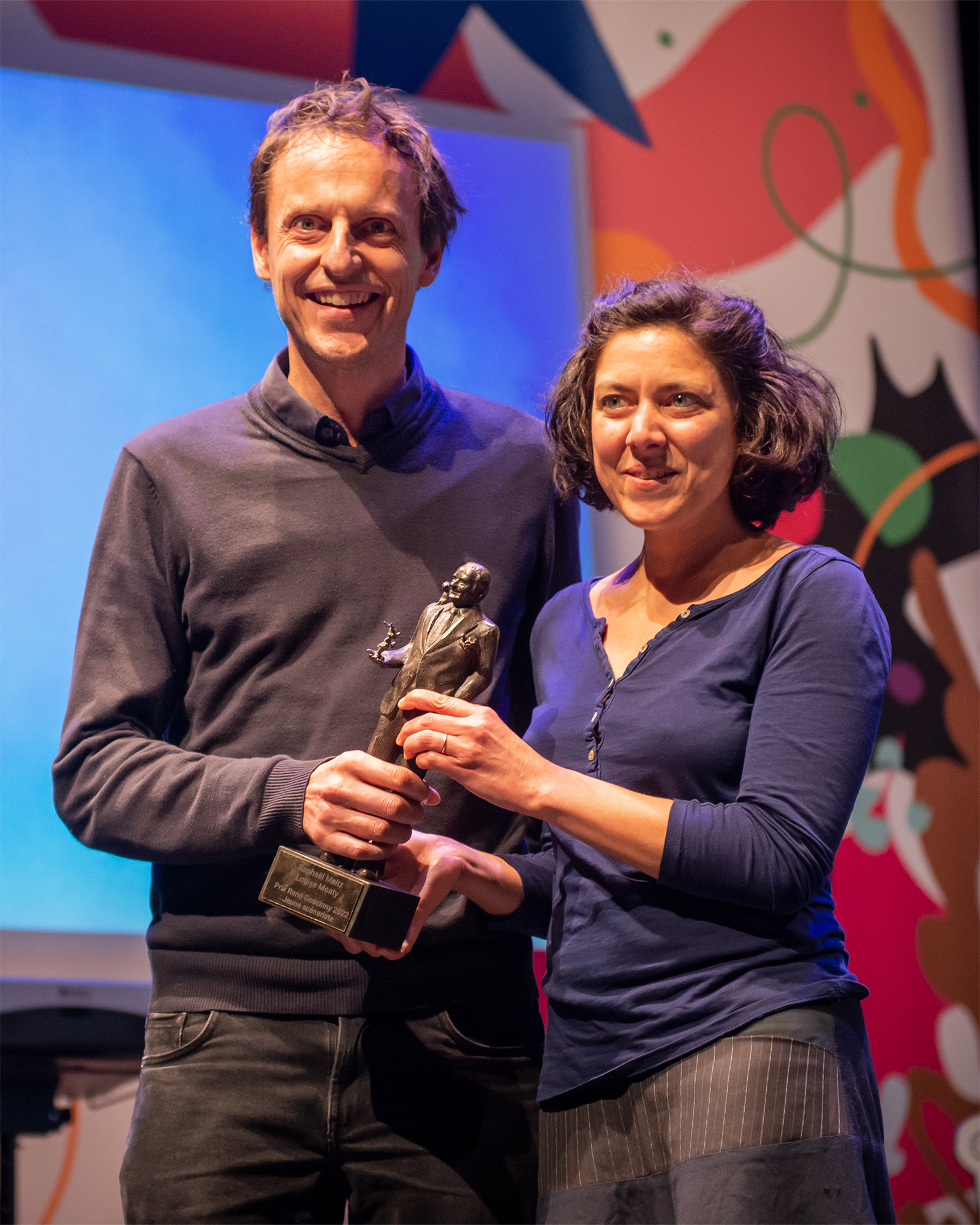
Raphaël Meltz, Louise Moaty
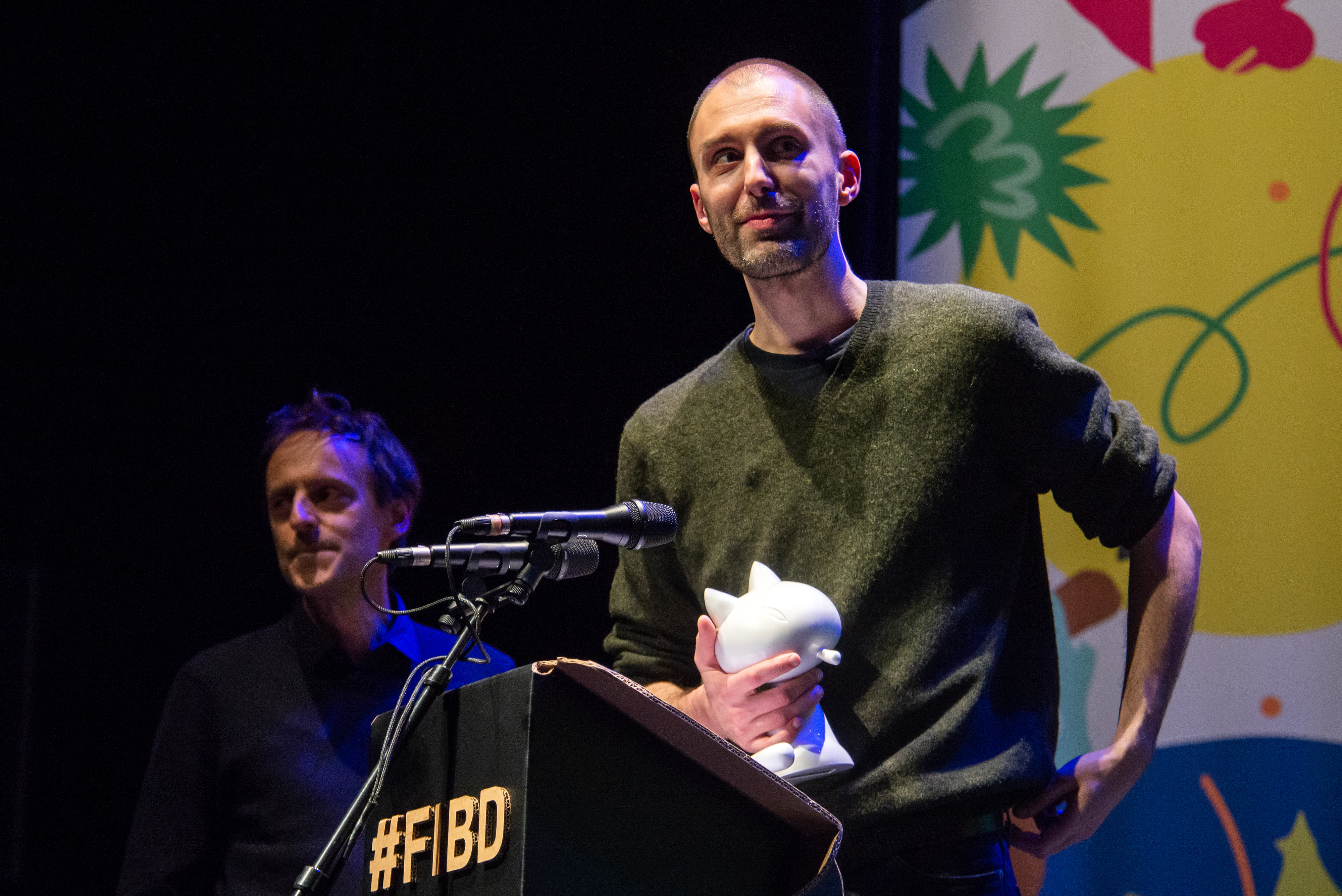
Simon Roussin
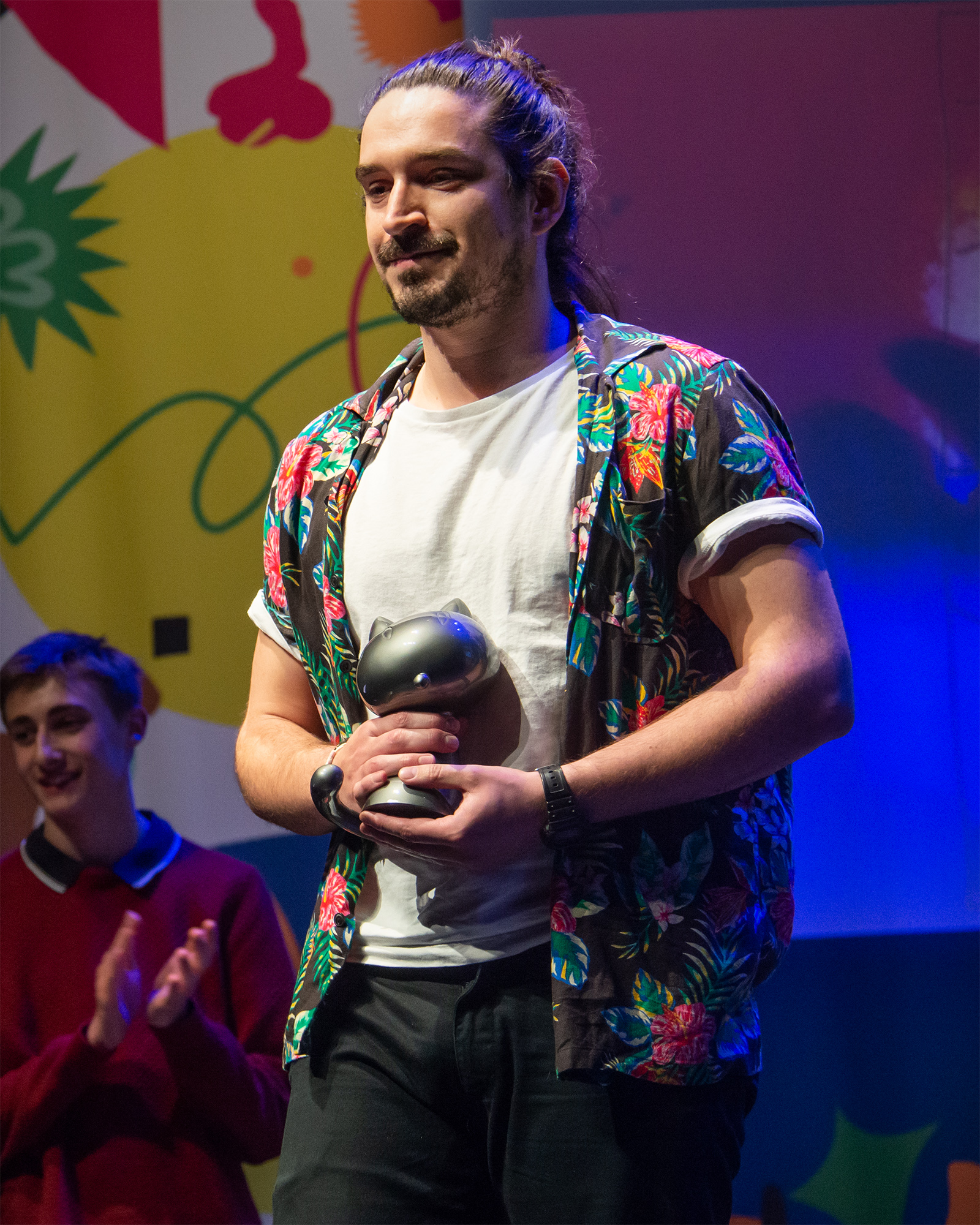
Sylvain Repos

#### Compétition officielle

##### Sélection officielle
La sélection officielle de cette édition comporte 83 albums
- Alerte 5, Max de Radiguès, Casterman
- L'Américain, Loïc Guyon, Sarbacane
- Le Bateau de Thésée t.10, Toshiya Higashimoto, Vega-Dupuis
- Les Amants de Shamhat, Charles Berberian, Futuropolis
- Blacksad t.6 Alors, tout tombe, Juan Díaz Canales et Juanjo Guarnido, Dargaud
- Cheese, Zuzu, Casterman
- Couacs au Mont-Vérité, Jean-Christophe Menu, Dargaud
- Daruchan t. 2 La Somnambule, Lemon Haruna, Le Lézard Noir
- Du bruit dans le ciel, David Prudhomme, Futuropolis
- Écoute, jolie Marcia, Marcello Quintanilha, Çà et là
- Dédales t.2, Charles Burns, Cornélius
- Des vivants, Raphaël Meltz, Louise Moaty et Simon Roussin, 2024
- Energies noires, Jesse Jacobs, Tanibis
- Le Fil d'Ariane - Récit d'une trahison, Nadja, Actes Sud BD
- La Fin de juillet, Maria Rostocka, FLBLB
- Les Fleurs de cimetière, Edmond Baudoin, L'Association
- Le Grand Vide, Léa Murawiec, 2024
- L'Hiver de Tulipe, Sophie Guerrive, 2024
- Fox-Boy t.2 La Nuit trafiquée, Laurent Lefeuvre, Komics Initiative
- Glenn Ganges dans le flot des souvenirs, Kevin Huizenga, Delcourt
- Le Jeune Acteur t.1 – Aventures de Vincent Lacoste au cinéma, Riad Sattouf, Les Livres du futur
- Maman amoureuse de tous les enfants, Lucas Méthé, Actes Sud BD
- Mauvaise herbe t.4, Keigo Shinzō, Le Lézard noir
- Mégafauna, Nicolas Puzenat, Sarbacane
- Panorama, Michel Fiffe, Delirium
- Pucelle t.2 Confirmée, Florence Dupré la Tour, Dargaud
- Les Mystères de Hobtown t.2 L'Ermite maudit, Kris Bertin et Alexander Forbes, Pow Pow
- Natsuko no Sake t.5, Akira Oze, Vega-Dupuis
- Revanche, Alex Baladi, The Hoochie Coochie
- Le Rêve de Malinche, Gonzalo Suárez et Pablo Auladell, Les éditions de la Cerise
- Saint-Elme t.1, Serge Lehman et Frederik Peeters, Delcourt
- Schappi, Anna Haifisch, Misma
- Spirou – L'Espoir malgré tout t.3, Émile Bravo, Dupuis
- Sur la piste, Henry McCausland, Presque Lune
- Sensor, Junji Itō, Mangetsu
- Sous les galets, la plage,  Pascal Rabaté, Rue de Sèvres
- Le Tambour de la Moskova, Simon Spruyt, Le Lombard
- Teenage Mutant Ninja Turtles t.14 Le Procès de Krang, Eastman, Waltz, Wachter et Smith, Hi Comics
- Tunnels, Rutu Modan, Actes Sud BD
- La Vie Souterraine, Camille Lavaud Benito, Les Requins Marteaux
- Un visage familier, Michael DeForge, Atrabile
- Une brève histoire du robo-sapiens t.1 & 2, Toranosuke Shimada, Noeve Grafx
- Un beau voyage, Delphine Panique, Le Lombard
- Un soir de fête, Nina Lechartier, Magnani
- Walk me to the corner, Anneli Furmark, Çà et là
- Yojimbot t.1, Sylvain Repos, Dargaud

##### Sélection Patrimoine
- L'Envol, Kuniko Tsurita, Atrabile
- Sky Masters of the Space Force, Jack Kirby et Wallace Wood, Komics Initiative
- Sock Monkey, Tony Millionaire, Huber
- Jérôme d'Alphagraph, Nylso, FLBLB
- Maxiplotte, Julie Doucet, L'Association
- Stuck Rubber Baby, Howard Cruse, Casterman
- Une gamine dans la lune, Nicole Claveloux, Cornélius

##### Sélection Jeunesse 8-12 ans
- L'année où je suis devenue ado, Nora Dåsnes, Casterman
- Bergères guerrières, T. 4, Jonathan Garnier & Amélie Fléchais, Glénat
- Bienvenue à Bizarville, Tor Freeman, Sarbacane
- Blue Lock, T.5, Muneyuki Kaneshiro & Yusuke Nomura, Pika
- Ours, Ben Queen & Joe Todd-Stanton, Kinaye
- Il était une forme, Gazhole & Cruschiform, Maison Georges
- Lightfall, T.1 La dernière flamme, Tim Probert, Gallimard BD
- Un été à Tsurumaki, Shin'ya Komatsu, Imho

##### Sélection Jeunesse 12-16 ans
- Blue Period, T.6, Tsubasa Yamaguchi, Pika
- La Princesse guerrière, Alexander Utkin, Gallimard BD
- Les Sauroctones, T. 2, Erwann Surcouf, Dargaud
- Je crois que mon fils est gay, T.2, Okura, Akata
- Les saveurs du béton, Kei Lam, Steinkis
- Snapdragon, Kat Leyh, Kinaye
- Sylvain, Lucie Albrecht, Même pas mal
- Talli, T.3 Fille de la Lune, Sourya Sihachakr, Ankama

##### Sélection Polar SNCF
- Commissaire Kouamé t.2 Un homme tombe avec son ombre, Marguerite Abouet et Donatien Mary, Gallimard BD
- Goodnight Paradise, Joshua Dysart et Alberto Ponticelli, Panini Comics
- L'Entaille, Antoine Maillard,  Cornélius
- Factomule, Øyvind Torseter, La Joie de lire
- Nouveaux Détours, Jean-Claude Götting, éditions Barbier
- Impact, Deloupy et Gilles Rochier, éditions Casterman[9],[10],[11],[12],[13]
- Reckless, Ed Brubaker et Sean Phillips, Delcourt

#### Prix découvertes

##### Prix des écoles - Ville d'Angoulême
- Les Bonshommes de pluie, François Duprat, La gouttière
- Lancelot, la Pierre de mémoire, Séverine Gauthier et Thomas Labourot, Rue de Sèvres
- La Maison qui rêvait, Max Braslacsky, Delcourt
- Jo et moi, Léa Delvaux et Nancy Delvaux, Paquet
- La Sentinelle du petit peuple 1, Carbone, Barrau et Forns, Dupuis

##### Prix des collèges
- Droners – Tales of Nuï, t.1, Dos Santos et David, Kana
- Le Souffle du géant, Tom Aureille, Sarbacane
- Genius, un robot pas comme les autres, Salma, Hirlemann et Ralenti, Glénat
- L’Enfant océan, L’Hermenier, Stedho, Jungle
- Urbex, Clarke, Vincent Dugomier, Le Lombard

##### Prix des Lycées
- Inhumains, Denis Bajram, Valérie Mangin et Rochebrune, Dupuis
- Blanc autour, Wilfrid Lupano et Stéphane Fert, Dargaud
- Happy End, Olivier Jouvray et Benjamin Jurdic, Le Lombard
- Fausses pistes, Bruno Duhamel, Grand Angle
- Grand silence, Théa Rojzman, Sandrine Revel, Glénat

#### Concours de la BD scolaire
- Prix d'Angoulême : L'enterrement de Laure Leclech
- Prix Espoir : ANI-mots de Théo Royant-Sanchez
- Prix du scénario : La chose de Marine Barbery
- Prix du graphisme : Orpheline de Cathleen Rosaz

#### Lauréats Jeunes talents
1. Anto Metzger
2. Diana Vlasa
3. Vincent Ducamin

## Autres prix
- Prix Tournesol : Le potager Rocambole de Laurent Houssin et Luc Bienvenu

- Prix Konishi : Nathalie Lejeune pour la traduction de Blue Period de Yamaguchi Tsubasa, Pika Édition

- Prix du jury œcuménique de la bande dessinée

- Dans le cadre du Off of Off, deux prix sont décernés : 
  - prix « Couilles au cul » : à la dessinatrice marocaine Zainab Fasiki[14].
  - Prix Schlingo : deux prix ont été décernés, pour compenser l'absence de remise en 2021, à Bazil, pour American Dreams, publié par Bang éditions, et à Claire Bouilhac et Jake Raynal pour Francis en Vacances, aux éditions Cornélius[15].

## Expositions
Liste : 
- Musée d'Angoulême
  - Shigeru Mizuki, contes d'une vie fantastique
  - René Goscinny - Scénariste, quel métier !
- Espace Franquin
  - Building Chris Ware
  - Loo Hui Phang, écrire est un métier
- Médiathèque L'Alpha
  - Tatsuki Fujimoto, héros du chaos
  - Masaaki Yuasa & Taiyo Matsumoto, l'art de Inu-Oh
- Hôtel Saint-Simon
  - Camille Jourdy & Lolita Séchan cachées ou pas !
- Vaisseau Moebius
  - Christophe Blain, dessiner le temps
  - Sous la plume d'Aude Picault
- Chais Magelis
  - Mortelle Adèle, l'exposition interdite aux nazebroques
- Pavillon Jeunes talents
  - La Grande Aventure ! Simon Roussin

### Rencontres

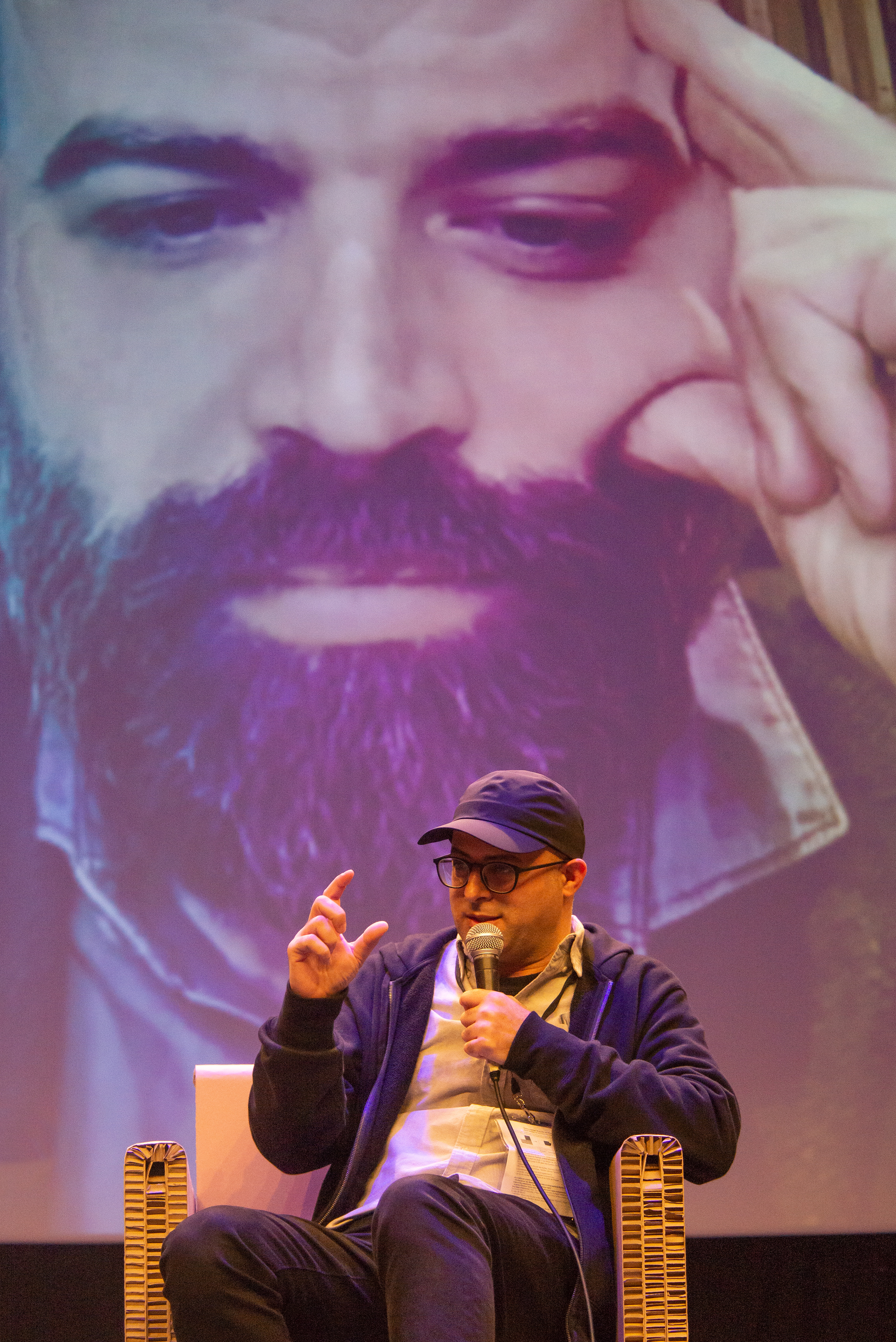
Roberto Saviano et Asaf Hanuka
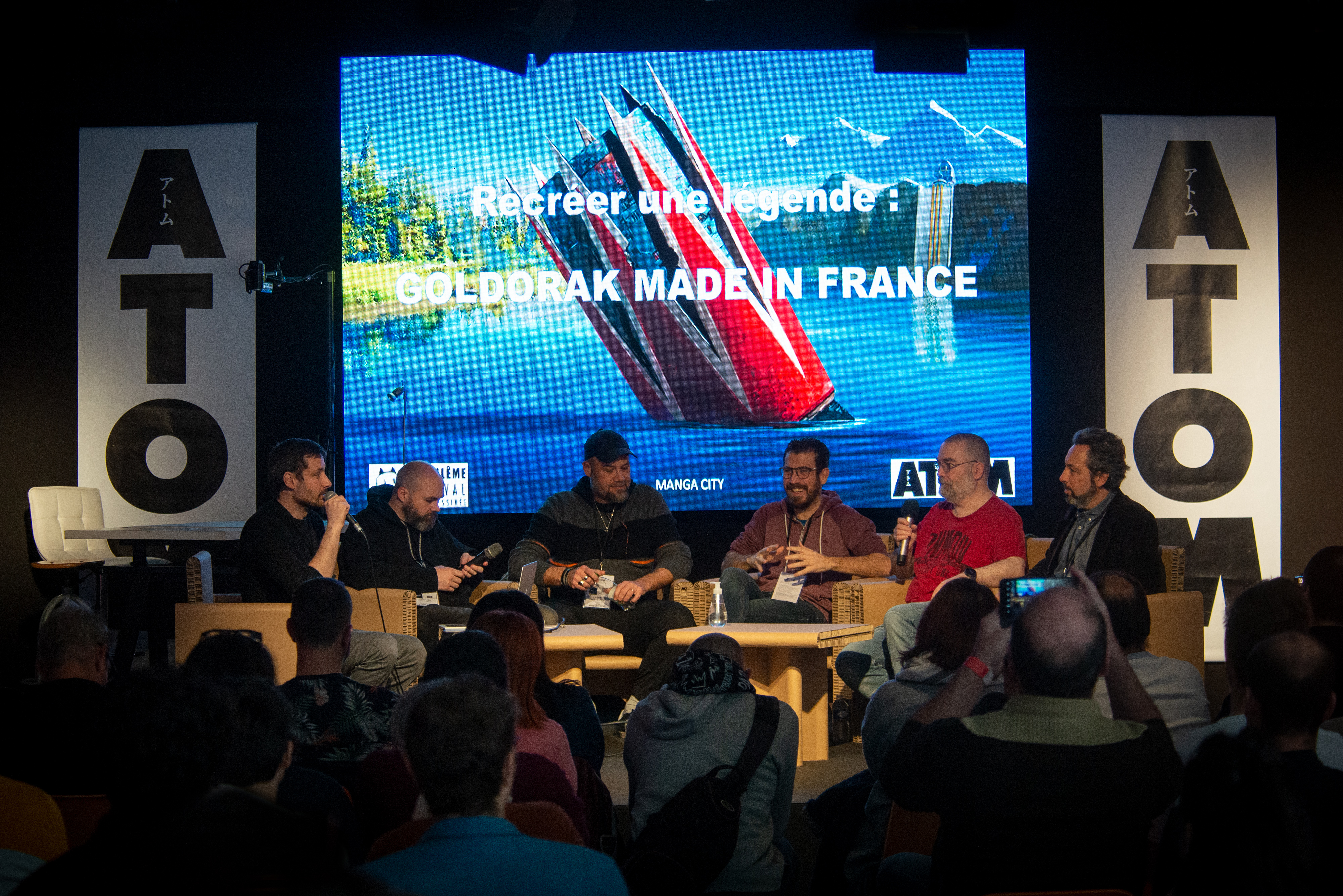
Goldorak

- Les auteurs de l'album Goldorak
- Catherine Meurisse
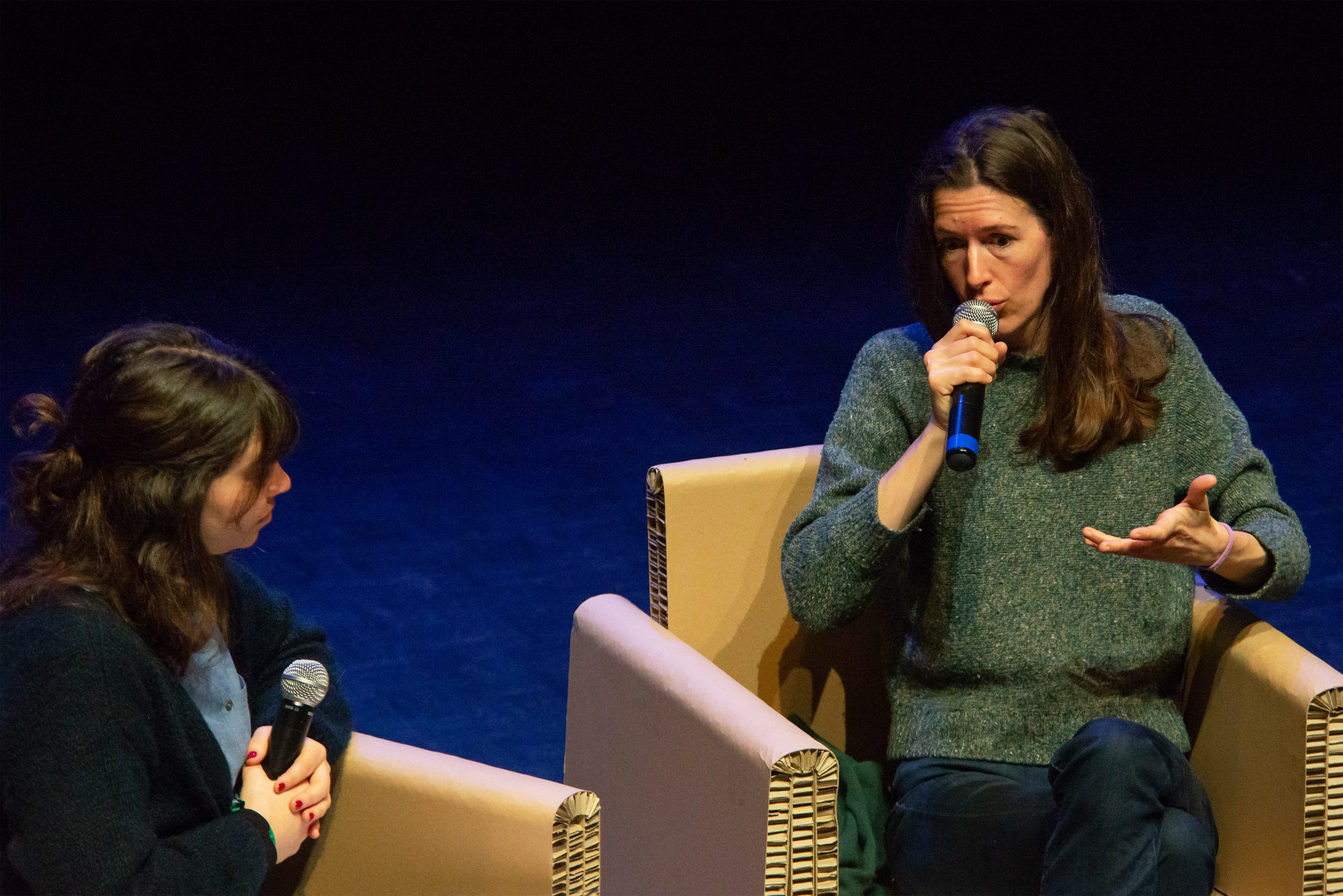
Aude Picault
- Coco et François Boucq
- Loo Hui Phang et ses dessinateurs
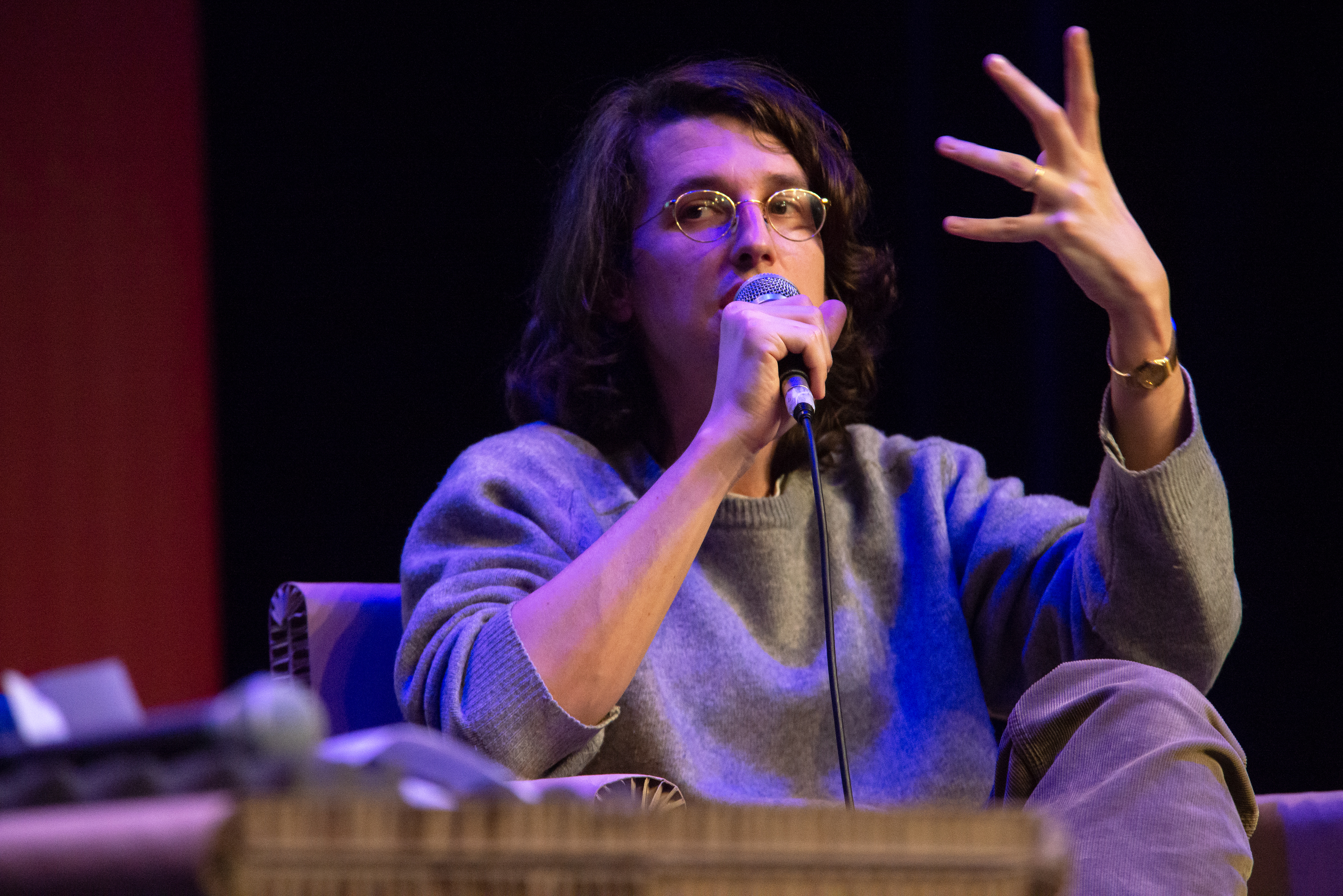
Bastien Vivès, Thomas Cadène
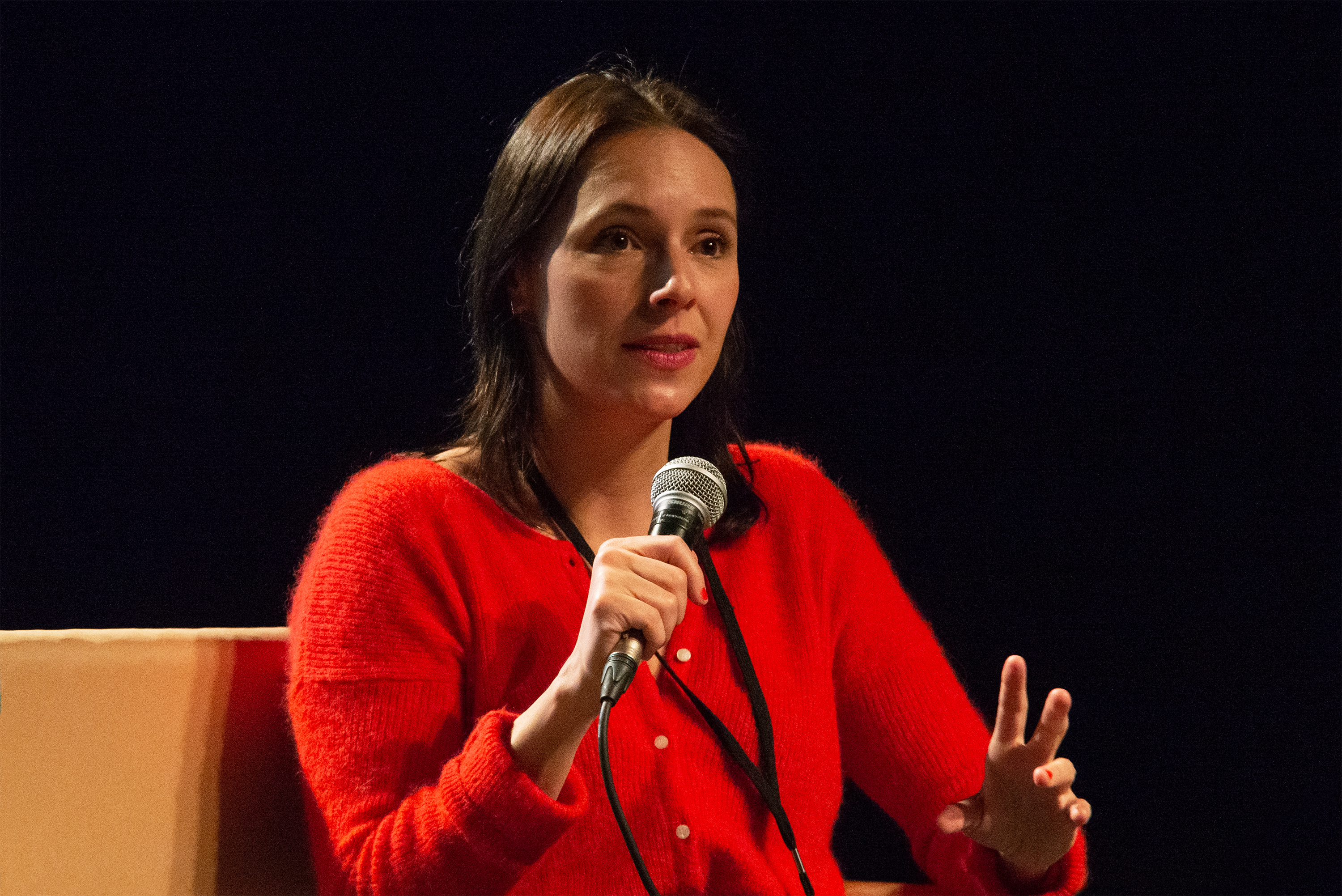
Lolita Séchan
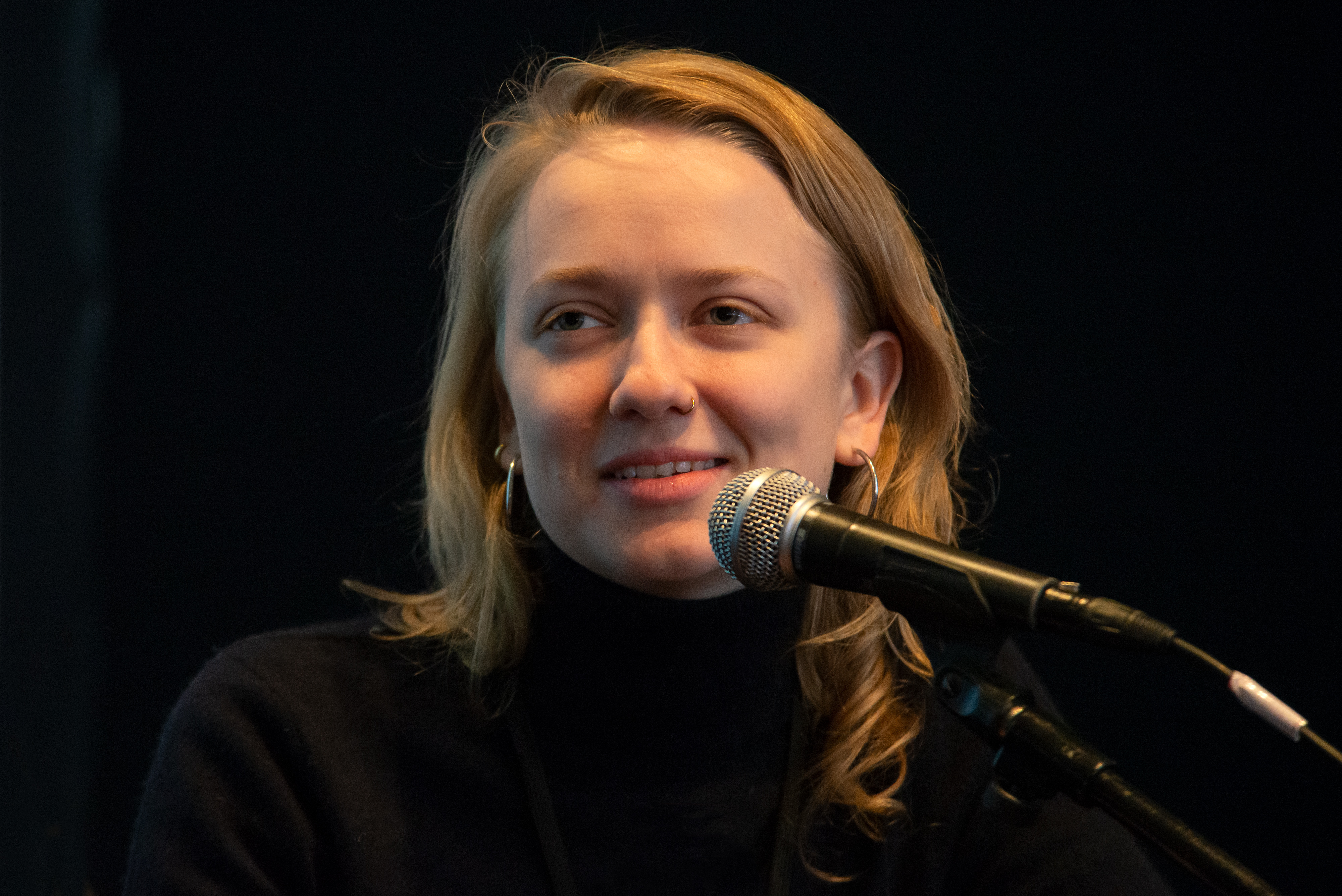
Mia Oberlander
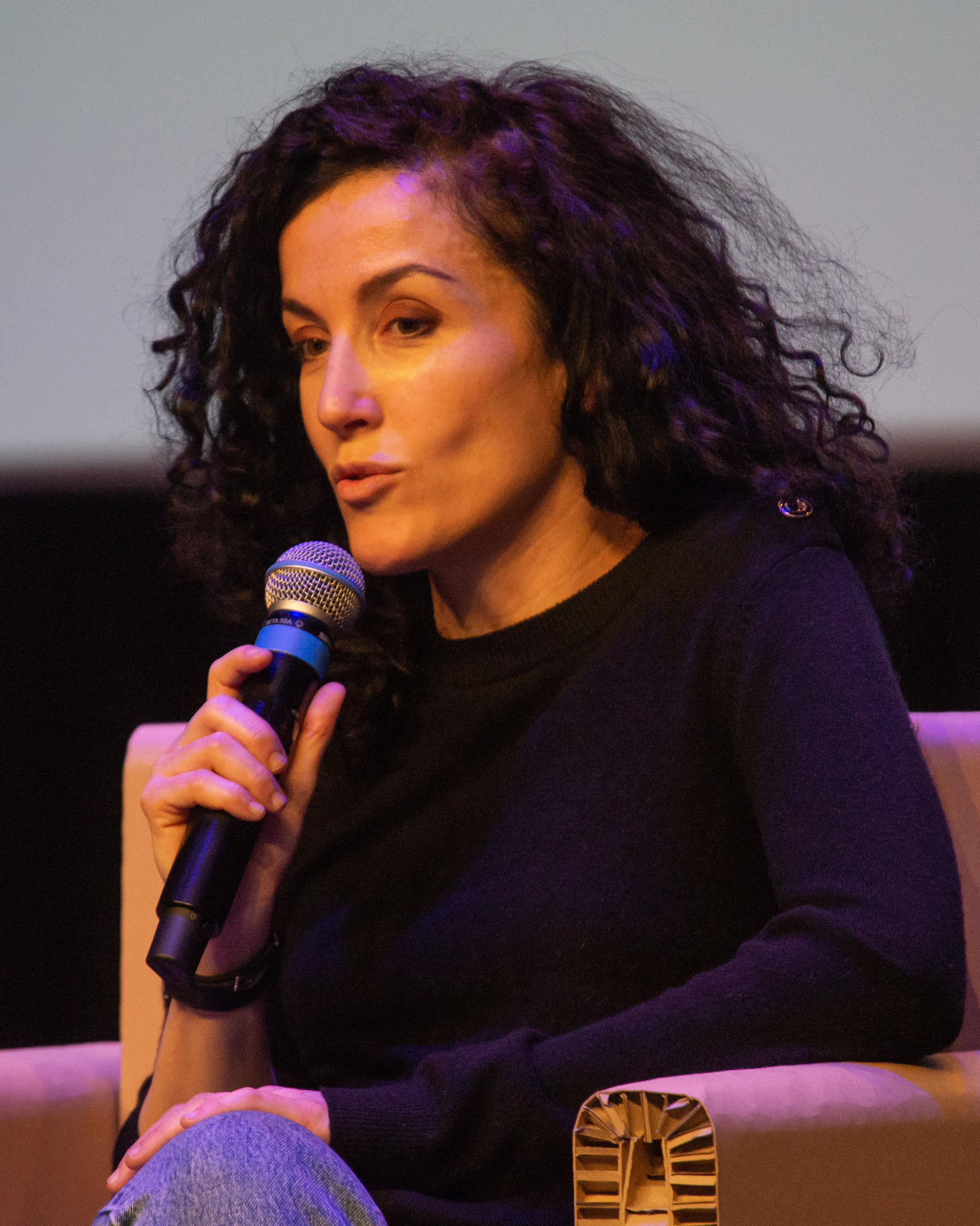
Coco
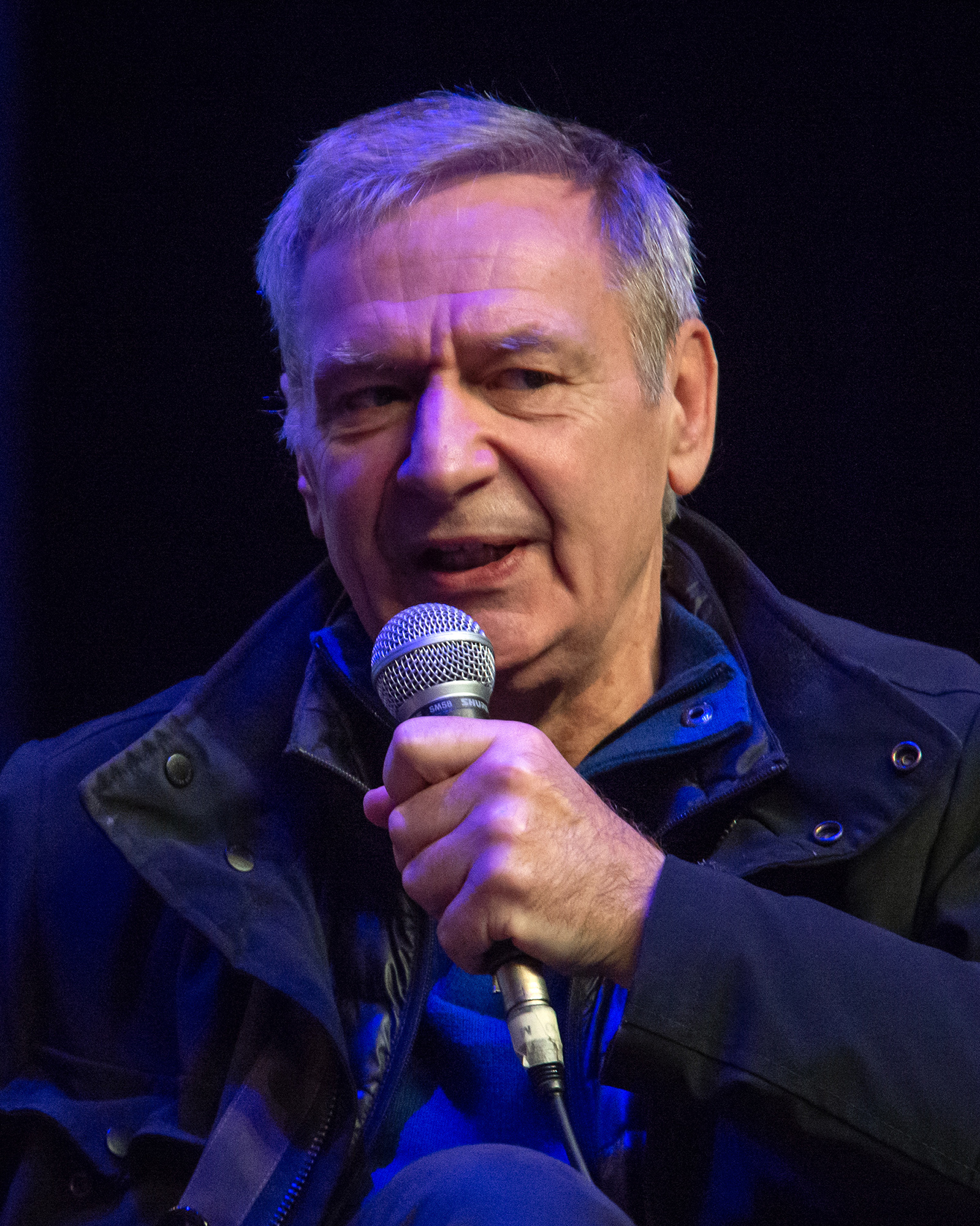
François Boucq
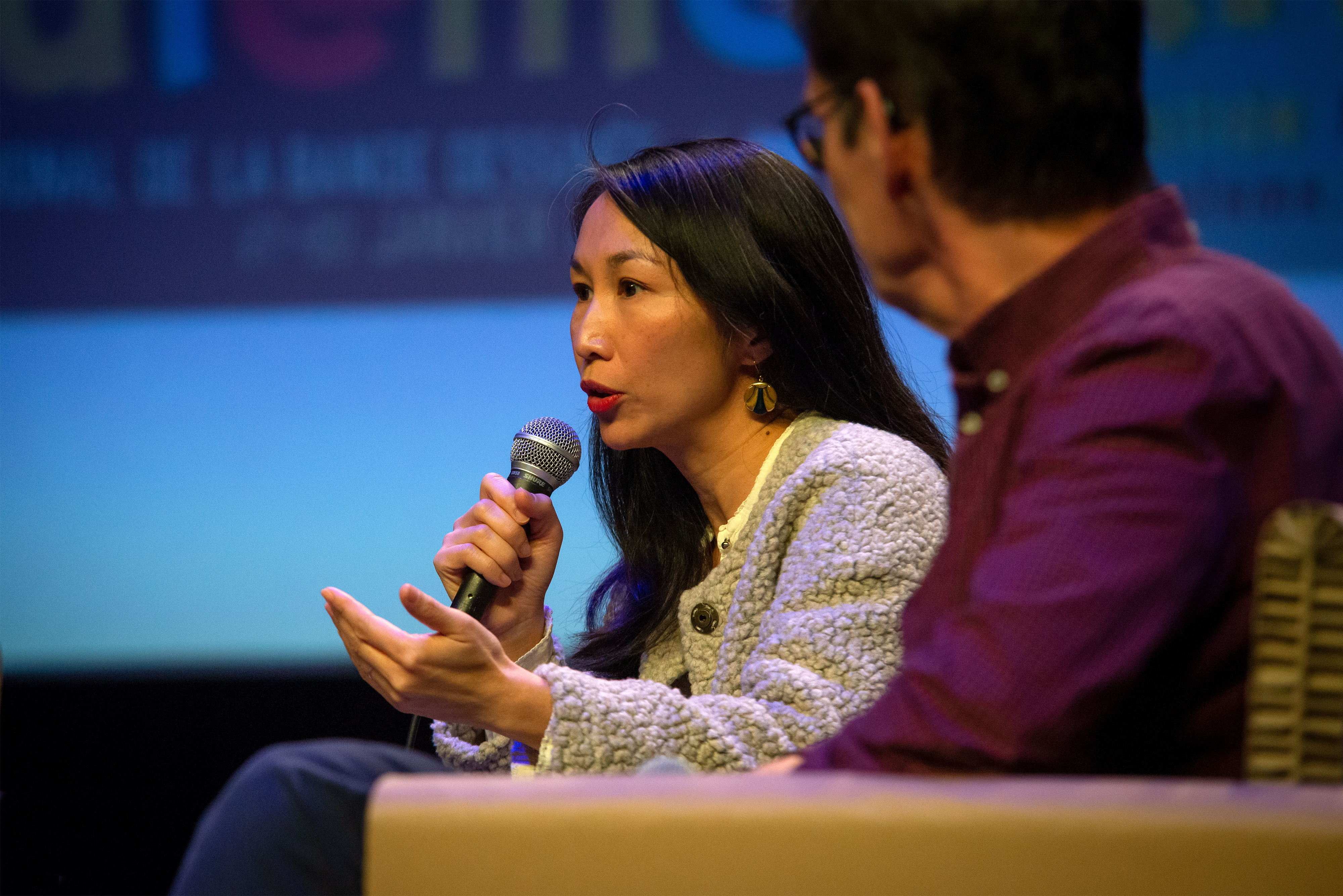
Loo Hui Phang

- Roberto Saviano et Asaf Hanuka
- Goldorak
- Aude Picault
- Bastien Vivès
- Lolita Séchan
- Mia Oberlander
- Coco
- François Boucq
- Loo Hui Phang